# Liste der denkmalgeschützten Objekte in Spital am Semmering
Die Liste der denkmalgeschützten Objekte in Spital am Semmering enthält die 17 denkmalgeschützten, unbeweglichen Objekte der österreichischen Gemeinde Spital am Semmering im steirischen Bezirk Bruck-Mürzzuschlag.

## Denkmäler
| Foto |                 | Denkmal | Standort                                              | Beschreibung | Metadaten |
| ---- | --------------- | --- | ----------------------------------------------------- | --- | --- |
| ja   | Datei hochladen | Südbahnstrecke „Semmering-Bahn“ (Gloggnitz-Mürzzuschlag) HERIS-ID: 13558 Objekt-ID: 9754                     | Standort KG: Schöneben-Spital                         | Die Semmeringbahn wurde 1854 eröffnet und ist die älteste normalspurige Gebirgsbahn Europas. Sie wurde von Carl Ritter von Ghega geplant. Vom Bahnhof Gloggnitz zum Bahnhof Mürzzuschlag sind es 41 Kilometer. Im Bereich der Katastralgemeinde Schöneben-Spital gibt es zwei Streckenaufsichtsbauten. | BDA-Hist.: Q64026699 Status: Bescheid Stand der BDA-Liste: 2025-06-30 Name: Südbahnstrecke „Semmering-Bahn“ (Gloggnitz-Mürzzuschlag) GstNr.: 819/1, .19/2, .24/2, .87 Semmering Railway in Spital am Semmering                                               |
| ja   | Datei hochladen | Kilometer-/Meilenstein HERIS-ID: 13552 Objekt-ID: 9742                                                       | Semmering-Paßhöhe Standort KG: Semmering              | Der Obelisk oder Meilenstein markierte das Ende des niederösterreichischen Abschnittes der damaligen k.k. italienischen Post- und Hauptcommerzialstraße, 12 ½ Meilen von Wien. Er soll an die erste Basisvermessung im gesamten Territorium der Monarchie erinnern, die im Jahre 1762 gestartet wurde. | BDA-Hist.: Q38180681 Status: § 2a Stand der BDA-Liste: 2025-06-30 Name: Kilometer-/Meilenstein GstNr.: 74/6 Straßenbaudenkmal, Semmering |
| ja   | Datei hochladen | Nittner-Denkmal HERIS-ID: 13553 Objekt-ID: 9743                                                              | Bundesstraße 2b, bei Standort KG: Semmering           | Gedenkstein für den Flugpionier und K.u.K. Oberleutnant Eduard Nittner der am 3. Mai 1912 auf den Flug von Wiener Neustadt nach Graz den Semmeringpass mit einer Etrich Taube überquerte. Nittner war der erste Pilot, der in Österreich einen Alpenpass überflog. | BDA-Hist.: Q38180710 Status: § 2a Stand der BDA-Liste: 2025-06-30 Name: Nittner-Denkmal GstNr.: 74/4 Eduard Nittner monument, Spital am Semmering |
| ja   | Datei hochladen | Südbahnstrecke „Semmering-Bahn“ (Gloggnitz-Mürzzuschlag) HERIS-ID: 28309 Objekt-ID: 24867                    | Standort KG: Semmering                                | Die Semmeringbahn wurde 1854 eröffnet und ist die älteste normalspurige Gebirgsbahn Europas. Sie wurde von Carl Ritter von Ghega geplant. Vom Bahnhof Gloggnitz zum Bahnhof Mürzzuschlag sind es 41 Kilometer. Im Bereich der Katastralgemeinde Semmering gibt es die Haltestelle Steinhaus und insgesamt sechs Streckenaufsichtsbauten. | BDA-Hist.: Q64026711 Status: Bescheid Stand der BDA-Liste: 2025-06-30 Name: Südbahnstrecke „Semmering-Bahn“ (Gloggnitz-Mürzzuschlag) GstNr.: 966/5, 699/1, 699/2, .9, .12/2, .13/3, .17/4, .25, .22/1, .29 Semmering Railway in Spital am Semmering          |
| ja   | Datei hochladen | Erzstollen HERIS-ID: 13548 Objekt-ID: 9738                                                                   | Steinhaus, Fröschnitz Standort KG: Semmering          | Der Erzstollen befindet sich oberhalb der Alfred-Hütte im Fröschnitztal. | BDA-Hist.: Q38180626 Status: § 2a Stand der BDA-Liste: 2025-06-30 Name: Erzstollen GstNr.: 679/11 |
| ja   | Datei hochladen | Schmelzofen, ehem. Schmelzofen „Alfred-Hütte“ HERIS-ID: 13549 Objekt-ID: 9739                                | bei Fröschnitz 4 Standort KG: Semmering               | 1838/1839 im Auftrag des Alfred Fürst von Schönburg-Hartenstein erbaut um das Erz aus den Fröschnitz- und Dürgrabengruben zu verarbeiten, das vorher zur Verhüttung erst umständlich nach Aue bei Schottwien transportiert werden musste. 1844 ging sie in den Besitz von Josef Ritter von Wachtler über der sie modernisierte. Bei vollem Betrieb konnten ca. 18-20 Arbeiter beschäftigt werden. Durchschnittlich wurden hier pro Jahr 3000 Tonnen Roheisen produziert. In den 1870er Jahren wurde in zwei Kupolöfen auch Gusswaren hergestellt. Aufgrund zu großen Konkurrenzdrucks, Mangel an Holzkohle und Erzen mit ausreichender Qualität musste der Betrieb in der Alfredhütte 1885 wieder eingestellt werden. Um den weiteren Verfall dieses Industriedenkmals aufzuhalten, wurde die Hütte 2002 bis 2003 durch den Verschönerungsverein Steinhaus am Semmering, mit Unterstützung der Gemeinde Spital und des Landes Steiermark restauriert und konserviert. | BDA-Hist.: Q2246016 Status: § 2a Stand der BDA-Liste: 2025-06-30 Name: Schmelzofen, ehem. Schmelzofen „Alfred-Hütte“ GstNr.: .39/6 Alfredhütte Steinhaus |
| ja   | Datei hochladen | Carolus-Denkmal HERIS-ID: 13551 Objekt-ID: 9741                                                              | bei Zauberberg 1 Standort KG: Semmering               | Erbaut 1728 im Auftrag der Österreichischen Stände zu Ehren Kaiser Karl VI., der anlässlich seiner Reise nach Triest in nur 48 Tagen eine neue Straßentrasse über den Semmeringpass anlegen ließ. Nach sechstägigen Aufenthalt in Schottwien konnten der Kaiser nebst Gemahlin und Gefolge am 21. Juni 1728 auf der neuen Trasse den Semmering ohne Zwischenfälle überqueren. Auf dem Sockel thront die Weltkugel mit den Insignien des regierenden Kaisers: Carolus VI. Als Wächtersymbole blicken vier Adler in alle Himmelsrichtungen. Das Denkmal befindet sich ca. 50 Meter abseits der heutigen Landesstraße. | BDA-Hist.: Q38180651 Status: § 2a Stand der BDA-Liste: 2025-06-30 Name: Carolus-Denkmal GstNr.: 65/12 Carolus-Denkmal, Semmering |
| ja   | Datei hochladen | Rathaus/Gemeindeamt HERIS-ID: 13526 Objekt-ID: 9716                                                          | Bundesstraße 16 Standort KG: Spital am Semmering      | Das 1906 im Jugendstil nach Plänen von Paul Gütl errichtete Gebäude wurde 1907 eingeweiht und seiner Bestimmung übergeben. Ein bemerkenswertes bauliches Detail sind die vier übereinandergeordneten Dachflächen an der Ostseite. Die Kosten für die Einrichtung des Sitzungssaals wurden von Ludwig Zatzka übernommen, die Sessel, der Kachelofen und die Uhr sind bis heute erhalten geblieben. Das Gemeindeamt wurde mehrfach renoviert, 1962 wurde ein grüner Fassadenanstrich aufgetragen, 1981/1982 erfolgte eine weitere Außenrenovierung. Zwischen 1986 und 1987 wurde auch der Innenbereich umfassend saniert. Die heutige Fassadengestaltung wurde 1995 angebracht, 2004 wurden auch die Amtszimmer neu und funktioneller gestaltet und ein Bürgerservicebereich eingerichtet. | BDA-Hist.: Q38180400 Status: § 2a Stand der BDA-Liste: 2025-06-30 Name: Rathaus/Gemeindeamt GstNr.: .27 |
| ja   | Datei hochladen | Bildstock Hofwiesenkreuz HERIS-ID: 13529 Objekt-ID: 9719                                                     | Grautschenhof Standort KG: Spital am Semmering        | Das Hofwiesenkreuz ist eine mittelalterliche Lichtsäule im gotischen Stil mit Tabernakelaufbau und Pyramidendach, vergleichbar mit dem Wartholzkreuz in Reichenau an der Rax. Das Hofwiesenkreuz war ursprünglich mit einem Steinkreuz bekrönt. Es diente vermutlich als Sammelpunkt für die Bevölkerung zum Empfang des Abtes des Stiftes Neuberg wenn dieser Spital besuchte. Möglicherweise wurden hier einst auch Pesttote begraben. | BDA-Hist.: Q38180433 Status: § 2a Stand der BDA-Liste: 2025-06-30 Name: Bildstock GstNr.: 362/1 |
| ja   | Datei hochladen | Schloss Sommerau, ehemals Franz-Jawornik-Heim des Kriegsopferverbandes Stmk. HERIS-ID: 13528 Objekt-ID: 9718 | Grautschenhof 7 Standort KG: Spital am Semmering      | Das Schloss steht auf dem Grund eines der ältesten Bauernhöfe des Gemeindegebiets, dem Pruggenbauer oder auch Stockreiterhof der seit 1331 bekannt ist. 1881 gelangte die Liegenschaft in den Besitz der Familie Landauer, die die Gebäude des Hofes 1884 abreißen und an seiner Stelle das Landhaus Sommerau errichten ließ. 1894 ging die Villa in den Besitz des aus Ungarn stammenden Magnaten Geza Graf Brunsvik de Koromba über, der sie schließlich für 50.000 Gulden nach Plänen des Grazer Architekten Jellinek zu einem Schloss erweiterte. 1902 wurde die Liegenschaft an die Firma Holzmann et Companie verkauft und zu einem Hotel der Luxusklasse umgestaltet. 1906 ging das Schloss an Arthur Horny, der es wieder ausschließlich als Land- und Verwaltungssitz für seine Güter nutzte. Im Dritten Reich wurde hier ab 1939 eine Forstschule eingerichtet, ab 1945 fungierte das Gebäude als Lazarett für die deutsche Wehrmacht. 1951 übernahm der Kriegsopferverband Steiermark (KOV) das Schloss und eröffnete hier ein Ferienheim für Kriegswaisen und -opfer. Das Heim wurde nach dem Grazer Stadtrat Franz Jawornik benannt, der sich besonders um Kriegsversehrte und Heimkehrer verdient gemacht hatte. 1978/1979 wurde die Anlage um ein Schwimmbad und ein kleines Café erweitert. Seit 2011 befindet sich das Jugend- und Familienhotel „Jufa Semmering“ im Schloss Sommerau. | BDA-Hist.: Q38180423 Status: Bescheid Stand der BDA-Liste: 2025-06-30 Name: Schloss Sommerau, Franz-Jawornik-Heim des Kriegsopferverbandes Stmk. GstNr.: .157                                                                                                |
| ja   | Datei hochladen | Zatzka-Kapelle/Steinwandkapelle HERIS-ID: 13530 Objekt-ID: 9720                                              | Obere Bahnstraße Standort KG: Spital am Semmering     | Die 1904 im neoromanischen Stil erbaute Kapelle wurde vom Wiener Stadtbaumeister Ludwig Zatzka in Auftrag gegeben und auch unter dem Namen „Maria an der Steinwand“ bekannt. Oft wurde sie auch fälschlich als evangelische Andachtsstätte bezeichnet. Ihre Einweihung erfolgte 1905 durch Pfarrer Carl Oedl. Im gleichen Jahr feierte das Ehepaar Zatzka darin seine Goldene Hochzeit. Die Zatzakapelle war auch mit einer Messlizenz versehen, die 1913, 1921, 1943 und noch einmal 1953 bestätigt wurde. Hier fanden immer wieder Messen und besonders Maiandachten der Pfarre Spital statt. Ab Beginn des Zweiten Weltkrieges wurde die Kapelle nicht mehr benutzt und dem Verfall preisgegeben. Renovierungsversuche der Gemeinde und der Feuerwehr in den 1970er Jahren scheiterten am Veto eines einzigen Mitbesitzers. Mitte der 1990er Jahre gelang es aber alle Hindernisse zu beseitigen und die Kapelle konnte durch Zusammenwirken von Grundbesitzern, Bundesdenkmalamt und Gemeinde von Grund auf saniert und so der Nachwelt erhalten werden. | BDA-Hist.: Q38180472 Status: Bescheid Stand der BDA-Liste: 2025-06-30 Name: Zatzka-Kapelle GstNr.: .8 |
| ja   | Datei hochladen | Südbahnstrecke „Semmering-Bahn“ (Gloggnitz-Mürzzuschlag) HERIS-ID: 13557 Objekt-ID: 9747                     | Standort KG: Spital am Semmering                      | Die Semmeringbahn wurde 1854 eröffnet und ist die älteste normalspurige Gebirgsbahn Europas. Sie wurde von Carl Ritter von Ghega geplant. Vom Bahnhof Gloggnitz zum Bahnhof Mürzzuschlag sind es 41 Kilometer. Im Bereich der Katastralgemeinde Spital am Semmering gibt es den Bahnhof Spital am Semmering und insgesamt fünf Streckenaufsichtsbauten. | BDA-Hist.: Q64026698 Status: Bescheid Stand der BDA-Liste: 2025-06-30 Name: Südbahnstrecke „Semmering-Bahn“ (Gloggnitz-Mürzzuschlag) GstNr.: .65/5, .65/4, 1256/1, .64, .65/3, .65/2, .65/1, .101/2, .108/1, 1256/2 Semmering Railway in Spital am Semmering |
| ja   | Datei hochladen | Bildstock Johanneskreuz HERIS-ID: 13524 Objekt-ID: 9714                                                      | Stuhleckstraße 1 Standort KG: Spital am Semmering     | Seit 1760 stand an diesem Platz eine Johannes-Nepomuk-Kapelle, die vor Hochwasser schützen sollte und auch als Konduktkreuz diente. 1887 wurde der Geh- und Fahrweg in den Kaltenbach erweitert und die Kapelle wurde abgerissen. Im gleichen Jahr erfolgte die Grundsteinlegung für einen Neubau der aber aufgrund mangelnder Spendenbereitschaft erst 1902 abgeschlossen werden konnte. Der Kapellenkorpus aus Aflenzer Sandstein wurde vom Grazer Bildhauer und Steinmetz Ferdinand Haugeneder geschaffen, die 1,26 m hohe Statue ist ein Werk des Grazer Bildhauer Petrus Neuböck und besteht aus Savannier Sandstein aus Frankreich. 1988 wurde die Kapelle restauriert. | BDA-Hist.: Q38180340 Status: § 2a Stand der BDA-Liste: 2025-06-30 Name: Bildstock GstNr.: 22/1 |
| ja   | Datei hochladen | Pfarrhof HERIS-ID: 13521 Objekt-ID: 9711                                                                     | Stuhleckstraße 1 Standort KG: Spital am Semmering     | | BDA-Hist.: Q38180263 Status: § 2a Stand der BDA-Liste: 2025-06-30 Name: Pfarrhof GstNr.: .14 |
| ja   | Datei hochladen | Gutshof, Nebengebäude des Pfarrhofs HERIS-ID: 13522 Objekt-ID: 9712                                          | Stuhleckstraße 2 Standort KG: Spital am Semmering     | | BDA-Hist.: Q38180295 Status: § 2a Stand der BDA-Liste: 2025-06-30 Name: Gutshof, Nebengebäude des Pfarrhofs GstNr.: .14, .19 |
| ja   | Datei hochladen | Kath. Pfarrkirche Mariae Himmelfahrt HERIS-ID: 13519 Objekt-ID: 9709                                         | Standort KG: Spital am Semmering                      | Erbaut 1160 und 1163 vom Erzbischof Eberhard von Salzburg eingeweiht. Das sakrale Bauwerk durchlebte insgesamt drei größere Bauperioden: Romanik, „Übergangsstil“ (zwischen Romanik und Frühgotik) und Spätgotik. Zwischen 1957 und 1967 erfolgten umfangreiche Sanierungsmaßnahmen. 1989 wurde das schwer baufällige Westportal saniert, die letzte Außenrenovierung erfolgte 2002 bis 2003. | BDA-Hist.: Q15124717 Status: § 2a Stand der BDA-Liste: 2025-06-30 Name: Kath. Pfarrkirche Mariae Himmelfahrt GstNr.: .15 Pfarrkirche Spital am Semmering |
| ja   | Datei hochladen | Kirchhof/Friedhof ehemaliger, Friedhofsmauer HERIS-ID: 13520 Objekt-ID: 9710                                 | bei Stuhleckstraße 1 Standort KG: Spital am Semmering | | BDA-Hist.: Q38180225 Status: § 2a Stand der BDA-Liste: 2025-06-30 Name: Kirchhof/Friedhof ehemaliger, Friedhofsmauer GstNr.: .15, 22/5, 8 |